# Historia de los francos
La Historia de los francos (en latín, Historia Francorum; en francés: Histoire des Francs) es una obra de Gregorio de Tours, obispo e historiador del siglo VI. Escrita en latín, el título original de la obra es Decem libri historiarum [Diez libros de historia]. Se trata de una historia universal del mundo y de la Iglesia, escrita desde una perspectiva escatológica, desde el Génesis hasta los reinados de los reyes francos, en 572, al que se añadió un conjunto de relatos de la vida de los santos galeses, compuestos en 574 a la muerte de Gregorio y unidos bajo el nombre de Livre(s) des miracles  [Libro de los milagros].

## Obra

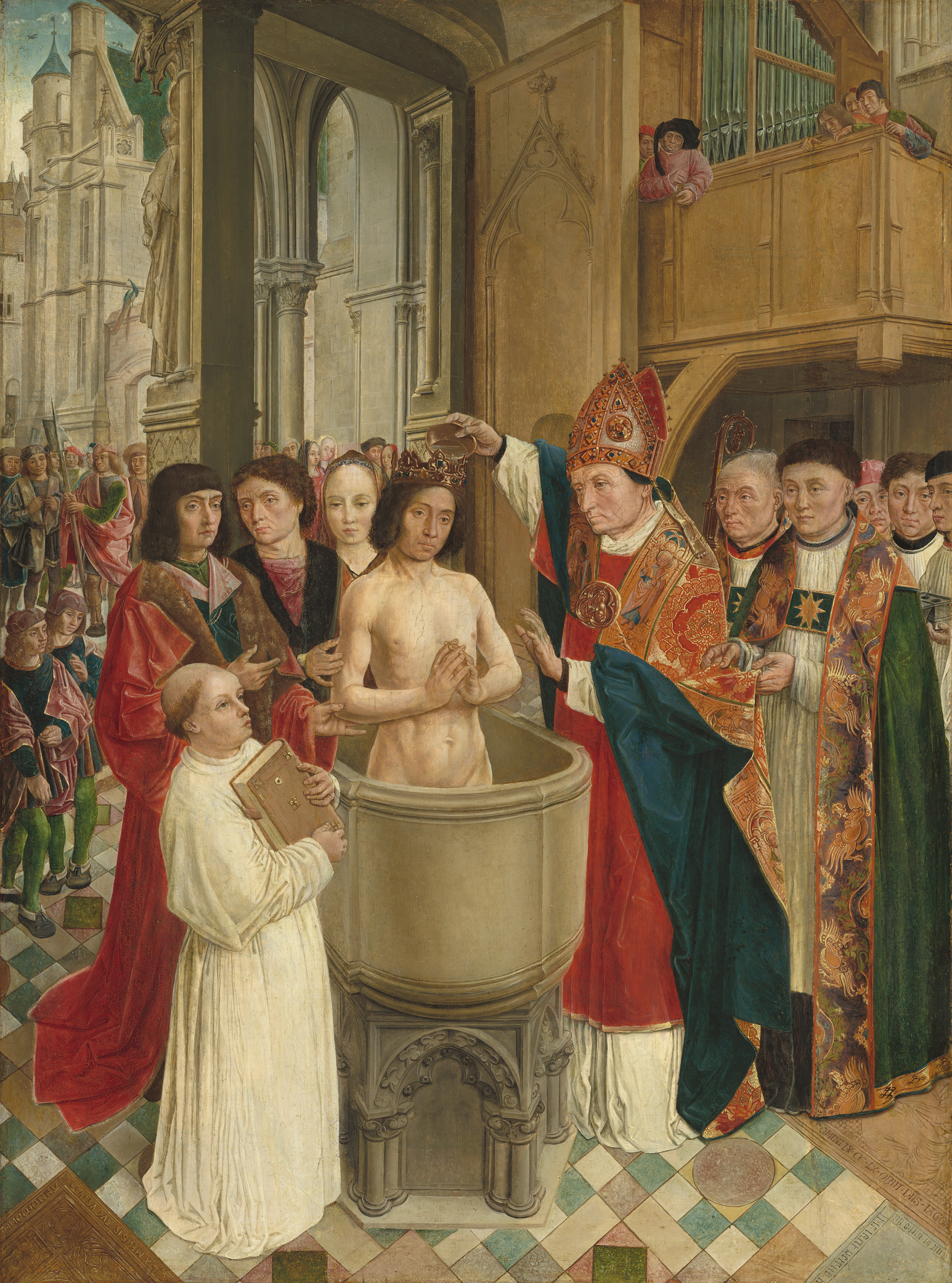
El bautismo de Clodoveo, un episodio que solo es conocido gracias a Greogorio de Tours.

La obra da gran importancia a la Galia merovingia, que Gregorio conocía mejor que el resto del mundo: cinco de los diez libros y el Livre des miracles se refieren a la época del autor. Este da una imagen bastante sombría, destacando las consecuencias desastrosas del comportamiento de ciertos reyes, en comparación con el comportamiento de sus antepasados cristianos, empezando por Clodoveo I. Es a través de la Historia de los francos de Gregorio de Tours que se conoce la historia del jarrón de Soissons o del bautismo de Clodoveo.
Por esta razón, el trabajo ha sido más tarde renombrado como Historia Francorum [Historia de los francos] o Gesta francorum [Gesta de los francos] o simplemente Chronicae [Crónicas]. La obra hizo que Gregorio de Tours fuese considerado el padre de una «historia nacional» de los francos, también el principal historiador merovingio y la fuente principal que se conserva acerca de sus reinados.
La obra de este educador estaba destinada al pueblo cristiano de la época, de suerte que mejorase su conocimiento de la historia en vista a la conversión de un pueblo bárbaro, los francos, a la verdadera fe, especialmente la de Clodoveo. Es la razón por la que la escribió en latín, medio literario medio hablado. Con este objetivo, Gregorio cita en la obra una gran cantidad de diálogos, discursos, debates, y esta característica es especialmente visible en la digitalización del texto completada por Fournier, con las pasajes de conversaciones indicadas en azul.
Posteriormente, la Historia de los francos habría podido servir de inspiración de otros columnistas, entre ellos Beda el Venerable en su (Historia ecclesiastica gentis Anglorum [Historia eclesiástica del pueblo inglés]. Esta puede haber sido la causa que, debido al libro de Beda, uno de los más populares en Europa durante la Edad Media, que el libro de Gregorio recibiese a cambio el nombre de Histoire ecclésiastique des Francs [Historia eclesiástica de los francos].
La Historia de los francos fue continuada durante los siguientes siglos por autores desconocidos, a los que se dieron los nombres de Fredegario y el Pseudo-Fredegario.

## Valor historiográfico
Con la excepción del principio del Libro I, Gregorio de Tours utilizó principalmente una serie de materiales escritos. Podía disfrutar de los archivos eclesiásticos para conocer las historias de las iglesias, aunque su conocimiento en relación con las guerras, en defecto de documentos, era insuficiente. y su alto cargo público y el de su familia. Por ejemplo, el rey de Borgoña Gontran I mantuvo amistad con este autor. Así, en relación con la vida de Clodoveo, se benefició de una biografía de san Remigio de Reims, escrita poco después de la muerte del santo y mejor que la reemplazó, escrita bajo el nombre del obispo Venancio Fortunato, pero sin valor histórico. Además, cuando la obra fue escrita, pudo beneficiarse de testimonios de personas todavía vivas, especialmente la antigua reina Clotilde, que había permanecido en la ciudad de Tours, donde Gregorio era obispo, específicamente en la abadía de San Martín.
Debido a que la mentalidad del siglo VI es diferente a la de hoy, es necesario sin duda que se verifique científicamente toda la información de la obra. Además, su edición debe ser crítica. Es decir, todavía es necesario una o condición suficiente. No obstante, es el mejor documento o testimonio de la época, gracias a su «espíritu de investigación, un conocimiento profundo de la Galia del siglo VI»
Godefroid Kurth, al acabar su monografía Clovis en 1896, escribió:

La Historia de los francos de Gregorio de Tours es, con mucho, el más importante de todos los documentos históricos relacionados con Clodoveo. Ella sola, supera en importancia e interés a todos los demás juntos. Si no la poseyéramos, apenas sabríamos de este rey más que su existencia, y aquí y allá un rasgo curioso. Sin ella, este libro no habría podido ser escrito. Es indispensable conocer el valor de un testimonio tan preciado.
L' Histoire des Francs de Grégoire de Tours est de loin le plus important de tous les documents historiques relatifs à Clovis. À elle seule, elle dépasse en importance et en intérêt tous les autres réunis. Si nous ne la possédions pas, c'est à peine si nous saurions de ce roi autre chose que son existence, et çà et là un trait curieux. Sans elle, ce livre n'aurait pu être écrit. Il est indispensable de connaître la valeur d'un témoignage si précieux.
Godefroid Kurth.

Así que se trata de una de las mejores fuentes de la Alta Edad Media que proporciona numerosas condiciones necesarias.

## Composición
- Libro I: resumen de historia antigua y universal del mundo, hasta la muerte de Martín de Tours en 397.[5]
- Libro II: desde 397 hasta la muerte de Clodoveo I en 511.[6]
- Libro III: desde 511 hasta la muerte de Teodeberto I en 547.[6]
- Libro IV: desde 547 hasta la muerte de Sigeberto I en 575.[6]
- Libro V: a partir de 575 hasta 580, los primeros cinco años del reinado de Childeberto II.[6]
- Libro VI: desde 580 hasta la muerte de Chilperico I en 584.[6]
- Libro VII: año 585.[6]
- Libro VIII: desde julio de 585, viaje de Gontrán I, hasta la muerte de Leovigildo en 586.[6]
- Libro IX: a partir de 587 hasta 589.[6]
- Libro X: hasta el mes de agosto de 591, o sea la muerte de Aredio de Attane;[6] Anexo:Arzobispos de Tours.[7]

## Manuscritos
- Biblioteca Nacional de Francia (Département des Manuscrits, Latin 17655, Gregorius Turonensis episcopus, Historia Francorum).

Manuscrito terminado a finales del siglo VII, presumiblemente en la abadía de Luxeuil o en Saint-Pierre de Corbie. En el siglo IX, se conservó en esta última. En 1756, la Biblioteca del rey de Francia recibió este manuscrito. 
- Biblioteca municipal de Cambrai (ms 624).

Este manuscrito fue descubierto por Martin Bouquet, en una iglesia de Cambrai. Se trata de diez tomos, de los que seis libros fueron escritos en grandes letras romanas unciales. Los cuatro últimos son menos antiguos.

## Publicaciones
- 1561: Gregorii Turonensis, Historia Francorum, cum Adnis Viennensis chronicon, París.[9][10]
- 1610: Grégoire de Tours, L'Histoire françoise de saint GRÉGOIRE de Tours, contenue en dix livres, augmentée d'un onzième livre, traduite du latin par C. B. D., traduction par Claude Bonet, Seb. du Molin, Tours.[11][10]
- 1668: Grégoire de Tours, Les Histoires de S. Grégoire, évesque de Tours, contenant ses livres de la Gloire des Martyrs & des Confesseurs, avec les quatre Livres de la Vie de S. Martin, & celui de la Vie de Pères, traducción de Michel de Marolles, Frédéric Leonard, París.[10]
- 1699: Grégoire de Tours, traducción de Thierry Ruinart.[12]
- 1823: Grégoire de Tours, Histoire des Francs, en la colección de las Mémoires relatifs à l'histoire de France, depuis la fondation de la monarchie française jusqu'au s.13e, traducción de François Guizot, J.-L.-J. Brière, París.
- 1836-1838: Sancti Georgii Florentii Gregorii / Georges Florent Grégoire, Historiæ ecclesiasticæ Francorum / Histoire ecclésiastique des Francs, texto en latín y traducción de Joseph Guadet y N. R. Taranne, 4 tomos, Société de l'histoire de France y Édition Renouard, París.
- 1861: Grégoire de Tours, Histoire des Francs, nueva edición de Guizot, ampliada por la geografía de Alfred Jacobs, 2 tomos, Librairie Académique, París.[13]

### «Historiæ eccleasiastiæ Francorum» e «Histoire ecclésiastique des Francs»
Ediciones publicadas por la Société de l'histoire de France:
- En latín: Libros I-VI y Libros VII-X, de 1838.
- Bilingüe latín-francés (traducción de Joseph Guadet y Taranne): Libros I-III, Libros IV-VI, de 1836; Libros VII - IX; Libro X y notas, de 1838.

### «Histoire des Francs»

#### Traducción al francés de Joseph Guadet
- Libros VII-X, de 1838.

#### Traducción al francés de François Guizot
- Facsímil: Libros I-VIII, Libros IX-X, de 1823 en la BnF; Libros IX-X, nueva edición de 1862.

- Digitalizados por François-Dominique Fournier: Libro I, Libro II, Libro III, Libro IV, Libro V, Libro VI, Libro VII, Libro VIII, Libro IX, Libro X.

- Datos: Q2440406